# Barnówko (osada)
Barnówko – osada w Polsce położona w województwie zachodniopomorskim, w powiecie myśliborskim, w gminie Dębno.